# Saint-Bonnet-en-Champsaur
Saint-Bonnet-en-Champsaur är en kommun i departementet Hautes-Alpes i regionen Provence-Alpes-Côte d'Azur i sydöstra Frankrike. Kommunen ligger i kantonen Saint-Bonnet-en-Champsaur som ligger i arrondissementet Gap. År 2017 hade Saint-Bonnet-en-Champsaur 2 036 invånare.
Den 1 januari 2013 uppgick kommunerna Bénévent-et-Charbillac och Les Infournas i Saint-Bonnet-en-Champsaur.

## Befolkningsutveckling
Antalet invånare i kommunen Saint-Bonnet-en-Champsaur
| Referens: INSEE |